# Vladyslav Vanat
Vladyslav Andrijovyč Vanat (in ucraino Владислав Андрійович Ванат?; Kam"janec'-Podil's'kyj, 4 gennaio 2002) è un calciatore ucraino, attaccante della Dinamo Kiev e della nazionale ucraina.

## Caratteristiche tecniche
È una punta centrale.

## Carriera

### Club
Cresciuto nel settore giovanile della Dinamo Kiev esordisce in prima squadra il 9 maggio del 2021 nell'incontro di campionato vinto per 3-0 contro il Kolos Kovalivka. Nel luglio del 2021 viene ceduto in prestito annuale al Čornomorec'.
Nella stagione 2022-2023 entra a far parte della prima squadra della Dinamo Kiev e il 3 settembre 2022 mette a segno la sua prima rete in occasione della partita di campionato persa per 3-2 contro lo Zorja. Nel campionato 2023-2024 si laurea capocannoniere della Prem"jer-liha con 14 gol.

### Nazionale

#### Giovanili
Ha militato nelle rappresentative giovanili ucraine under-16, under-17 e under-21.
Nel giugno 2023 viene convocato per il campionato europeo Under-21 organizzato in Georgia e Romania.

#### Maggiore
Il 27 maggio 2023 viene convocato per la prima volta in nazionale maggiore. Esordisce il 12 giugno seguente, subentrando ad Artem Dovbyk nell'amichevole pareggiata 3-3 contro la Germania.
Il 10 settembre 2024 realizza il suo primo gol nella sconfitta per 3-2 in Nations League contro la Rep. Ceca.

## Statistiche
Statistiche aggiornate al 12 febbraio 2025.

### Presenze e reti nei club
| Stagione           | Squadra            | Campionato         | Campionato | Campionato | Coppe nazionali | Coppe nazionali | Coppe nazionali | Coppe continentali | Coppe continentali | Coppe continentali | Altre coppe | Altre coppe | Altre coppe | Totale | Totale | Totale |
| Stagione           | Squadra            | Comp               | Pres       | Reti       | Comp            | Pres            | Reti            | Comp               | Pres               | Reti               | Comp        | Pres        | Reti        | Pres   | Reti   |        |
| ------------------ | ------------------ | ------------------ | ---------- | ---------- | --------------- | --------------- | --------------- | ------------------ | ------------------ | ------------------ | ----------- | ----------- | ----------- | ------ | ------ | ------ |
| 2020-2021          | Dinamo Kiev        | PL                 | 1          | 0          | KU              | 0               | 0               | UCL+UEL            | 0                  | 0                  | SU          | 0           | 0           | 1      | 0      |        |
| 2021-2022          | Čornomorec'        | PL                 | 17         | 3          | KU              | 1               | 0               |                    | -                  | -                  |             | -           | -           | 18     | 3      |        |
| 2022-2023          | Dinamo Kiev        | PL                 | 25         | 12         |                 | -               | -               | UCL+UEL            | 6+5                | 0+1                |             | -           | -           | 36     | 13     |        |
| 2023-2024          | Dinamo Kiev        | PL                 | 27         | 14         | KU              | 0               | 0               | UECL               | 3                  | 0                  |             | -           | -           | 30     | 14     |        |
| 2024-2025          | Dinamo Kiev        | PL                 | 16         | 11         | KU              | 1               | 1               | UCL+UEL            | 6+8                | 2+1                | -           | -           | -           | 31     | 15     |        |
| Totale Dinamo Kiev | Totale Dinamo Kiev | Totale Dinamo Kiev | 69         | 37         |                 | 1               | 1               |                    | 28                 | 4                  |             | 0           | 0           | 98     | 42     |        |
| Totale carriera    | Totale carriera    | Totale carriera    | 86         | 40         |                 | 2               | 1               |                    | 28                 | 4                  |             | 0           | 0           | 116    | 45     |        |

### Cronologia presenze e reti in nazionale
| Cronologia completa delle presenze e delle reti in nazionale ― Ucraina | Cronologia completa delle presenze e delle reti in nazionale ― Ucraina | Cronologia completa delle presenze e delle reti in nazionale ― Ucraina | Cronologia completa delle presenze e delle reti in nazionale ― Ucraina | Cronologia completa delle presenze e delle reti in nazionale ― Ucraina | Cronologia completa delle presenze e delle reti in nazionale ― Ucraina | Cronologia completa delle presenze e delle reti in nazionale ― Ucraina | Cronologia completa delle presenze e delle reti in nazionale ― Ucraina |
| Data                                                                   | Città                                                                  | In casa                                                                | Risultato                                                              | Ospiti                                                                 | Competizione                                                           | Reti                                                                   | Note                                                                   |
| ---------------------------------------------------------------------- | ---------------------------------------------------------------------- | ---------------------------------------------------------------------- | ---------------------------------------------------------------------- | ---------------------------------------------------------------------- | ---------------------------------------------------------------------- | ---------------------------------------------------------------------- | ---------------------------------------------------------------------- |
| 12-6-2023                                                              | Brema                                                                  | Germania                                                               | 3 – 3                                                                  | Ucraina                                                                | Amichevole                                                             | -                                                                      | 64’                                                                    |
| 16-6-2023                                                              | Skopje                                                                 | Macedonia del Nord                                                     | 2 – 3                                                                  | Ucraina                                                                | Qual. Euro 2024                                                        | -                                                                      | 46’                                                                    |
| 19-6-2023                                                              | Trnava                                                                 | Ucraina                                                                | 1 – 0                                                                  | Malta                                                                  | Qual. Euro 2024                                                        | -                                                                      | 44’ 63’                                                                |
| 12-9-2023                                                              | Milano                                                                 | Italia                                                                 | 2 – 1                                                                  | Ucraina                                                                | Qual. Euro 2024                                                        | -                                                                      | 75’                                                                    |
| 17-10-2023                                                             | Ta' Qali                                                               | Malta                                                                  | 1 – 3                                                                  | Ucraina                                                                | Qual. Euro 2024                                                        | -                                                                      | 67’                                                                    |
| 7-6-2024                                                               | Varsavia                                                               | Polonia                                                                | 3 – 1                                                                  | Ucraina                                                                | Amichevole                                                             | -                                                                      | 76’                                                                    |
| 26-6-2024                                                              | Stoccarda                                                              | Ucraina                                                                | 0 – 0                                                                  | Belgio                                                                 | Euro 2024 - 1º turno                                                   | -                                                                      | 70’                                                                    |
| 7-9-2024                                                               | Praga                                                                  | Ucraina                                                                | 1 – 2                                                                  | Albania                                                                | UEFA Nations League 2024-2025 - 1º turno                               | -                                                                      | 72’                                                                    |
| 10-9-2024                                                              | Praga                                                                  | Rep. Ceca                                                              | 3 – 2                                                                  | Ucraina                                                                | UEFA Nations League 2024-2025 - 1º turno                               | 1                                                                      | 79’                                                                    |
| 20-3-2025                                                              | Murcia                                                                 | Ucraina                                                                | 3 – 1                                                                  | Belgio                                                                 | UEFA Nations League 2024-2025 - Play-off                               | 1                                                                      | 62’                                                                    |
| 23-3-2025                                                              | Genk                                                                   | Belgio                                                                 | 3 – 0                                                                  | Ucraina                                                                | UEFA Nations League 2024-2025 - Play-off                               | -                                                                      | 58’ 69’                                                                |
| Totale                                                                 |                                                                        | Presenze                                                               | 11                                                                     |                                                                        | Reti                                                                   | 2                                                                      |                                                                        |

## Palmarès

### Club

#### Competizioni nazionali
- Campionato ucraino: 2

Dinamo Kiev: 2020-2021, 2024-2025

### Individuale
- Capocannoniere del campionato ucraino: 1

2023-2024